# Oracabessa
Oracabessa – miejscowość na Jamajce, w regionie Saint Mary. W miejscowości na terenie Goldeneye Hotel and Resort znajduje się Willa Goldeneye, dawna posiadłość Iana Fleminga, gdzie powstawały wszystkie powieści o Agencie 007.

## Historia
W 1502 roku w okolicach Oracabessy wylądował Krzysztof Kolumb. W tym czasie obszar ten był zamieszkany przez indian Taino i Arawak. Hiszpanie założyli tutaj mała osadę Oracabeza jako punkt zaopatrzenia dla floty, po zdobyciu przez brytyjczyków osada rolnicza. W XIX wieku jeden z głównych portów dla transportu bananów. Od połowy lat 90. XX wieku ośrodek turystyczny.

## Kultura popularna
Na plaży Jamesa Bonda przy Willi Goldeneye kręcone były zdjęcia do pierwszego filmu o Agencie 007 – Doktor No.